# Johann Grégoire
Johann Grégoire (ur. 14 października 1972 w Bar-le-Duc) – francuski narciarz, specjalista narciarstwa dowolnego. Jego największym sukcesem jest złoty medal w jeździe po muldach podwójnych wywalczony podczas mistrzostw świata w Meiringen. Zdobył także brązowy medal w tej samej konkurencji na mistrzostwach świata w Whistler. Zajął także 14. miejsce w jeździe po muldach na igrzyskach olimpijskich w Salt Lake City. Najlepsze wyniki w Pucharze Świata osiągnął w sezonie 1996/1997, kiedy to zajął 20. miejsce w klasyfikacji generalnej. W sezonach 1997/1998 i 1999/2000 był trzeci w klasyfikacji jazdy po muldach podwójnych.
W 2002 roku zakończył karierę.

## Osiągnięcia

### Igrzyska olimpijskie
| Miejsce | Dzień     | Rok  | Miejscowość    | Konkurencja      | Zwycięzca     |
| ------- | --------- | ---- | -------------- | ---------------- | ------------- |
| 14.     | 12 lutego | 2002 | Salt Lake City | Jazda po muldach | Janne Lahtela |

### Mistrzostwa świata
| Miejsce | Dzień       | Rok  | Miejscowość | Konkurencja      | Zwycięzca         |
| ------- | ----------- | ---- | ----------- | ---------------- | ----------------- |
| 9.      | 8 lutego    | 1997 | Iizuna      | Jazda po muldach | Jean-Luc Brassard |
| 8.      | 10 marca    | 1999 | Meiringen   | Jazda po muldach | Janne Lahtela     |
| 2.      | 14 marca    | 1999 | Meiringen   | Muldy podwójne   | -                 |
| 3.      | 21 stycznia | 2001 | Whistler    | Muldy podwójne   | Stéphane Yonnet   |

### Puchar Świata

#### Miejsca w klasyfikacji generalnej
- sezon 1994/1995: 58.
- sezon 1995/1996: 37.
- sezon 1996/1997: 20.
- sezon 1997/1998: 51.
- sezon 1998/1999: 39.
- sezon 1999/2000: 40.
- sezon 2000/2001: 27.
- sezon 2001/2002: 35.

#### Miejsca na podium
1. Hasliberg – 8 lutego 1995 (Jazda po muldach) – 3. miejsce
2. Kirchberg – 4 lutego 1996 (Jazda po muldach) – 3. miejsce
3. Tignes – 6 grudnia 1996 (Jazda po muldach) – 2. miejsce
4. La Plagne – 15 grudnia 1996 (Muldy podwójne) – 2. miejsce
5. Châtel – 28 lutego 1998 (Muldy podwójne) – 1. miejsce
6. Altenmarkt – 15 marca 1998 (Muldy podwójne) – 1. miejsce
7. Whistler Blackcomb – 5 grudnia 1999 (Muldy podwójne) – 2. miejsce
8. Mont Tremblant – 15 stycznia 2000 (Jazda po muldach) – 2. miejsce
9. Tignes – 1 grudnia 2001 (Jazda po muldach) – 1. miejsce

- W sumie 3 zwycięstwa, 4 drugie i 2 trzecie miejsca.